# Бидл, Джеймс
Джеймс Гилес Бидл (англ. James Giles Beadle; род. 16 июля 2004 года в Бексли, Англия) — английский футболист, вратарь клуба «Брайтон энд Хоув Альбион», выступающий на правах аренды за клуб «Бирмингем Сити».

## Клубная карьера
Джеймс начинал карьеру в клубе «Чарльтон Атлетик», откуда в 2022 году он перебрался в юношескую команду клуба «Брайтон энд Хоув Альбион». 18 января 2023 года вратарь был арендован клубом Лиги 2 «Кру Александра». Первый месяц в этом клубе Джеймс провёл в роли запасного вратаря: его дебют во взрослом футболе состоялся только 21 февраля, когда он «насухо» отстоял встречу с «Уолсоллом». Всего в своём первом сезоне Джеймс отыграл 9 матчей и пропустил 11 голов.
Летом 2023 года Джеймс ушёл в новую аренду в клуб Лиги 1 «Оксфорд Юнайтед». За первую половину сезона 2023/24 вратарь сыграл 25 игр и пропустил в них 29 голов. Затем аренда с «Оксфорд Юнайтед» была расторгнута, а Джеймс был отправлен в другую — на сей раз в команду «Шеффилд Уэнсдей», представлявшую Чемпионшип. В 19 матчах остатка сезона голкипер пропустил 24 мяча. Договор аренды с «совами» был продлён на сезон 2024/25. Там Джеймс пропустил 59 голов в 38 встречах.

## Международная карьера
Джеймс представлял Англию на юношеском уровне в 2019—2023 годах, суммарно отыграв 13 международных встреч и пропустив в них 14 голов. В 2023 году в составе молодёжной сборной Англии (до 20 лет) он принимал участие на молодёжном чемпионате мира, где провёл только первый тайм с молодёжной сборной Ирака, а его национальная команда в итоге дошла до стадии 1/8 финала.
В 2025 году в составе молодёжной сборной Англии до 21 года Джеймс был основным вратарём на молодёжном чемпионате Европы. Пропустив 7 голов в 6 матчах, он внёс свой вклад в выигранный англичанами чемпионский титул.

## Достижения
Сборная Англии (до 21 года)
- Чемпион Европы среди молодёжи до 21 года: 2025